# Dragon Seed
Dragon Seed is een Amerikaanse oorlogsfilm uit 1944 onder regie van Harold S. Bucquet en Jack Conway. Het scenario is gebaseerd op de gelijknamige roman uit 1942 van de Amerikaanse auteur Pearl S. Buck. In Nederland werd de film destijds uitgebracht onder de titel Drakenzaad.

## Verhaal
Een vredig Chinees dorp wordt vlak voor de Tweede Wereldoorlog veroverd door de Japanners. De dorpelingen besluiten zich niet te verzetten tegen de bezetter. Jade Tan is een koppige vrouw, die zich niet wil schikken in haar lot. Ze leert een wapen te hanteren, zodat ze voorbereid is op de strijd. Haar houding is een bron van inspiratie voor de rest van het dorp.

## Rolverdeling
| Acteur            | Personage               |
| ----------------- | ----------------------- |
| Katharine Hepburn | Jade Tan                |
| Walter Huston     | Ling Tan                |
| Aline MacMahon    | Vrouw van Ling Tan      |
| Akim Tamiroff     | Wu Lien                 |
| Turhan Bey        | Lao Er Tan              |
| Hurd Hatfield     | Lao San Tan             |
| J. Carrol Naish   | Japanse keukenopzichter |
| Agnes Moorehead   | Vrouw van de derde neef |
| Henry Travers     | Derde neef              |
| Robert Bice       | Lao Ta Tan              |
| Robert Lewis      | Kapitein Sato           |
| Frances Rafferty  | Orchid Tan              |
| Jacqueline deWit  | Vrouw van Wu Lien       |
| Clarence Lung     | Vierde neef             |
| Paul E. Burns     | Buurman Shen            |